# Edmond Edmont
Edmond Edmont est un philologue, linguiste et historien français né le 8 janvier 1849 à Saint-Pol-sur-Ternoise et mort dans la même ville le 22 janvier 1926. Il est principalement connu pour être le coauteur de l'Atlas linguistique de la France.

## Biographie
Né à Saint-Pol-sur-Ternoise (Pas-de-Calais), il éprouve très tôt un vif intérêt pour les dialectes picards et contribue à plusieurs périodiques à partir des années 1880. De 1887 à 1892, il publie dans la Revue des patois gallo-romans un Lexique de Saint-Pol (inachevé) ainsi qu'une étude sur les noms propres saint-polois. À partir de 1903, il publie dans L'Abeille de la Ternoise une chronique hebdomadaire en picard, Par chi par lo, qu'il signe du nom de Echl Échaïm.

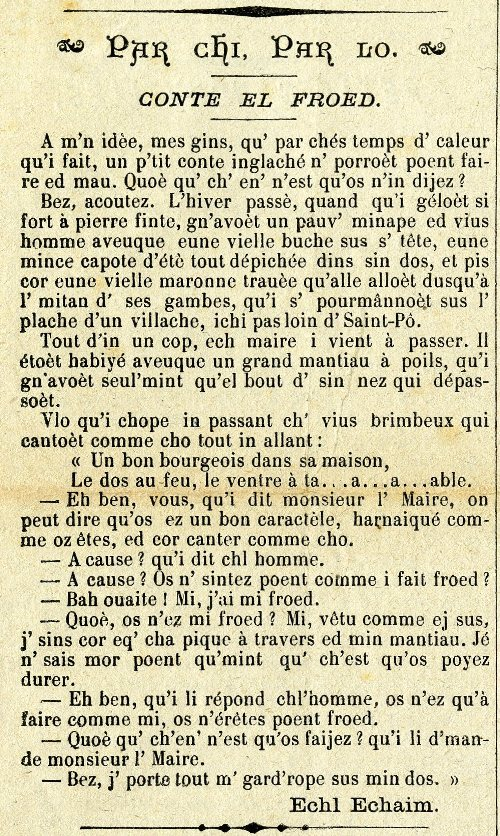
"El conte el froed", chronique en picard d’Edmond Edmont, dans L’Abeille de la Ternoise, 1er août 1903. Archives départementales du Pas-de-Calais, PG 223/4.

### Atlas linguistique de la France
Ses études sur le dialecte de sa ville natale le font remarquer par Jules Guilliéron, qui le forme à devenir explorateur dialectologique pour un projet d'Atlas linguistique de la France. De 1897 à 1901, Edmont parcourt la France en train, en voiture et à pied, ainsi que plusieurs régions voisines (vallées arpitanes du Piémont, îles Anglo-Normandes, Belgique wallone et Suisse romande). Edmont demande à de nombreux locuteurs, dans 639 communes, de traduire dans leur parler rural les locutions et mots d'un questionnaire. Il fait preuve de qualités d'écoute et de transcription phonétique reconnues aussi bien à l'époque (Gilliéron le fait coauteur à part entière) que bien plus tard. On l'a notamment qualifié de « machine à transcrire » :
« [...] L'Atlas linguistique de la France, whose fieldworker, the redoubtable Edmond Edmont, was assigned a role of human transcribing machine, charged with setting down the single spontaneous naive response of the informant, and not concerning himself with linguistic or cultural history »
L'Atlas paraît entre 1902 et 1910, puis est complété jusqu'en 1920. Le résultat est colossal: 1920 cartes et 639 cahiers qui sont conservés à la Bibliothèque nationale de France. Il obtient à ses auteur récompensé par le prix Jean-Reynaud, décerné en 1915 à ses auteurs par l'Académie des inscriptions et belles-lettres.

### Engagement politique
Edmont est conseiller municipal de Saint-Pol à partir de 1888. Il occupe les fonctions de maire pendant la Première Guerre mondiale, puis il est élu maire en 1919. Il est également membre, jusqu'à sa mort, de la commission départementale des monuments historiques du Pas-de-Calais.

### Hommages
Une rue porte son nom dans sa ville natale de Saint-Pol-sur-Ternoise. Une plaque commémorative est apposée sur sa maison en 1958. Sa sépulture est restaurée en 1984 grâce au soutien du Cercle poétique du Ternois.

## Œuvres (sélection)

### Linguistique
- Noms propres saint-polois (Saint-Pol, ville, faubourgs et banlieue) (1890)
- Lexique saint-polois (1897)
- Noms patronymiques et "noms d'bartèque" (1903)
- Atlas linguistique de la France (1902-1910, 1912, 1920)
- Atlas linguistique de la Corse (1914)

### Folklore saint-polois
- Quatre légendes du pays de Saint-Pol (1902)
- Galerie ternésienne ou dictionnaire biographique des personnages les plus remarquables de l’ancien comté de Saint-Pol ou de l’arrondissement actuel de ce nom (recueil d'articles parus dans L'Abeille de la Ternoise) (1910)